# Krivčevo
Krivčevo este o localitate din comuna Kamnik, Slovenia, cu o populație de 133 de locuitori.